# Qiryat Ata
Qiryat Ata (hebreiska: קרית אתא) är en ort i Israel.   Den ligger i distriktet Haifa, i den norra delen av landet. Qiryat Ata ligger 46 meter över havet och antalet invånare är 48 966.
Terrängen runt Qiryat Ata är kuperad söderut, men norrut är den platt.Runt Qiryat Ata är det tätbefolkat, med 636 invånare per kvadratkilometer. Närmaste större samhälle är Haifa, 11,7 km väster om Qiryat Ata. Trakten runt Qiryat Ata består till största delen av jordbruksmark.